# Huta Tonga Ab
Huta Tonga Ab is een bestuurslaag in het regentschap Mandailing Natal van de provincie Noord-Sumatra, Indonesië. Huta Tonga Ab telt 780 inwoners (volkstelling 2010).